# شهرستان ایروکوی (ایلینوی)
شهرستان ایروکوی (به انگلیسی: Iroquois County) شهرستانی در ایالات متحده آمریکا است که در بخش شمال شرقی ایالت ایلینوی واقع شده‌است. شهرستان ایروکوی ۲٬۸۹۸٫۲۱ کیلومتر مربع مساحت و طبق سرشماری ۲۰۱۰، ۲۹٬۷۱۸ نفر جمعیت دارد.